# Distribuzione disgiunta

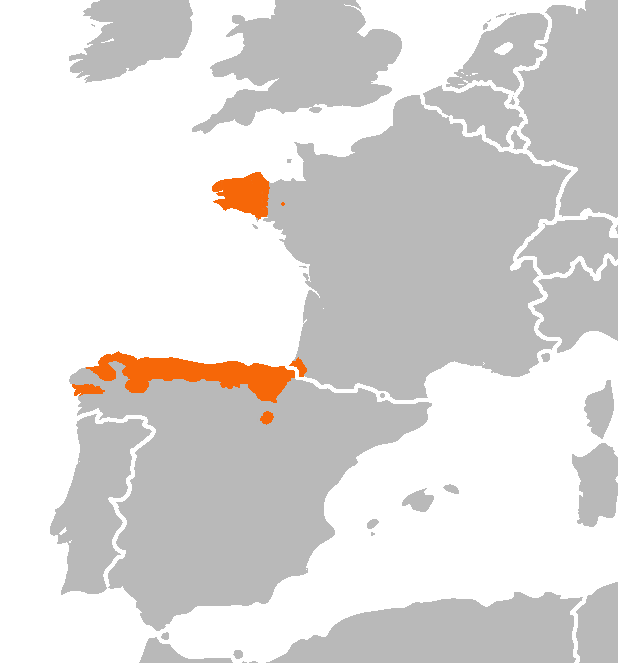
La distribuzione del gasteropode Elona quimperiana, un esempio di distribuzione disgiunta

In biologia si dice che un taxon ha una distribuzione disgiunta quando è suddiviso in due o più diversi areali non contigui tra loro, cioè separati geograficamente l'uno dall'altro.

## Frammentazione degli areali
La distribuzione disgiunta, anche chiamata areale frammentato, può essere causata da vari processi che modificano l'ambiente nel quale è diffuso il taxon considerato, come ad esempio l'orogenesi, i movimenti orizzontali della crosta terrestre dovuti alla tettonica delle placche oppure l'aumento del livello marino. La frammentazione degli areali può anche essere dovuta al fatto che il taxon espande la propria diffusione in aree non contigue grazie ad esempio al trasporto per dispersione trans-oceanica, oppure ad altri mezzi di trasporto quali animali in grado di trasferire semi o larve a grandi distanze rispetto alla zona di origine, ad esempio con la dispersione fecale. Altre circostanze in grado di produrre la distribuzione disgiunta possono essere le inondazioni, i cambiamenti nel regime dei venti, le  correnti marine oppure l'azione umana (involontaria o deliberata) che introduce specie invasive in contesti ambientali ad esse estranei.